# Leibnizhaus (Hannover)

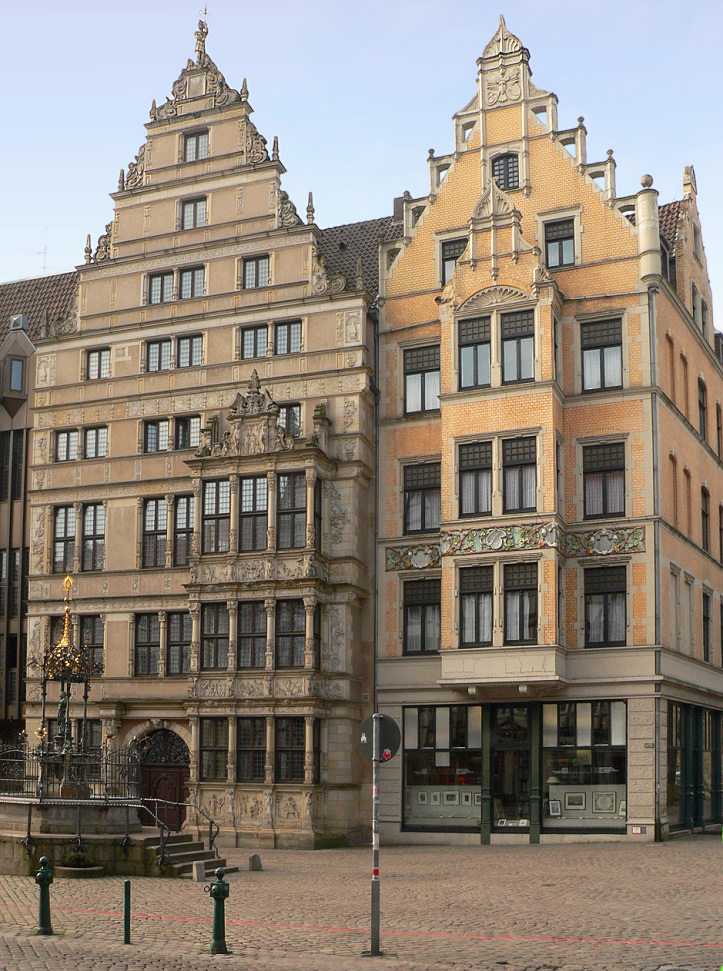
Heutiges Leibnizhaus am Holzmarkt (Rekonstruktion von 1983, linkes Gebäude), links der Holzmarktbrunnen

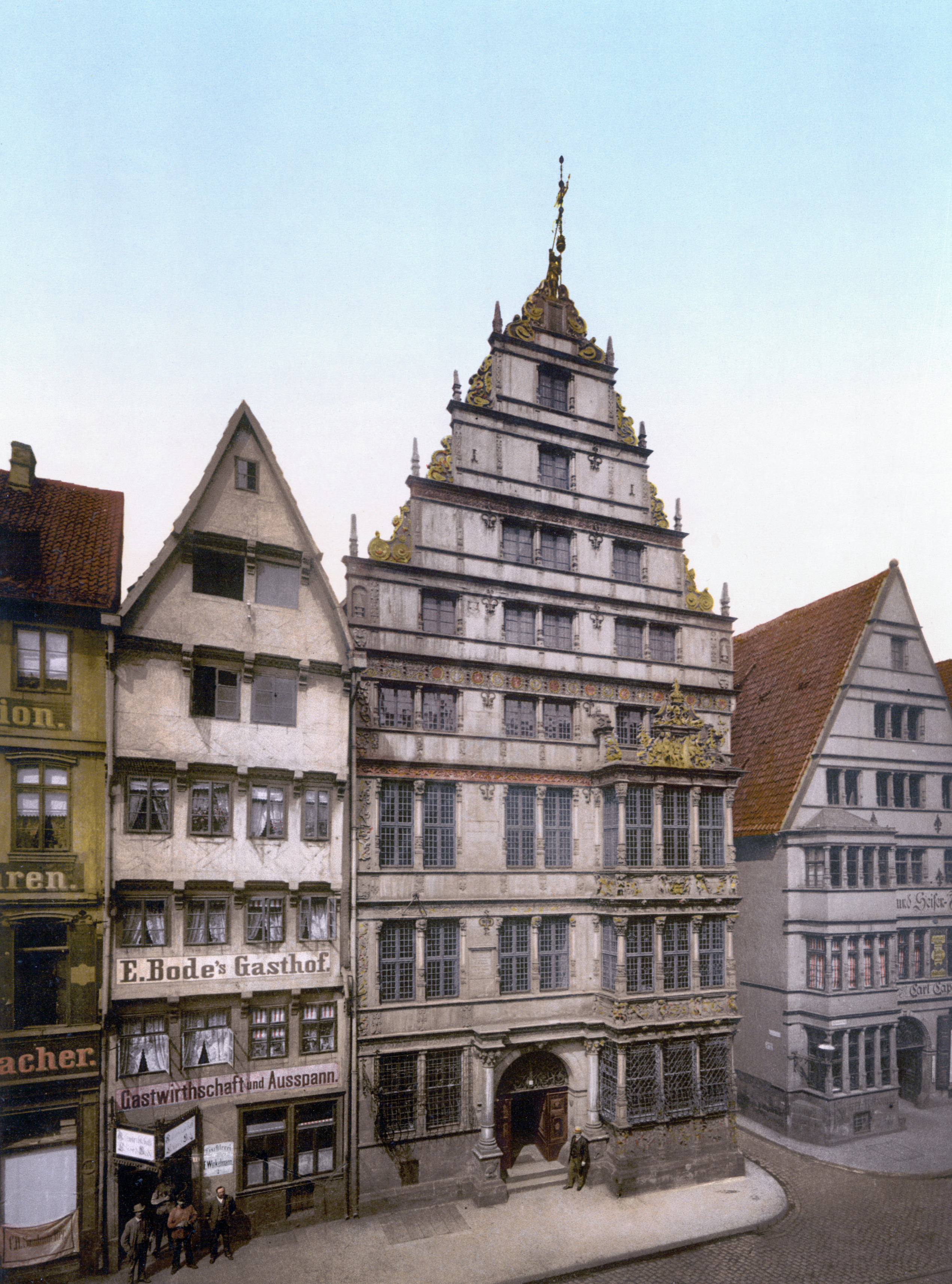
Original-Leibnizhaus in der Schmiedestraße 10, Photochromdruck, um 1900

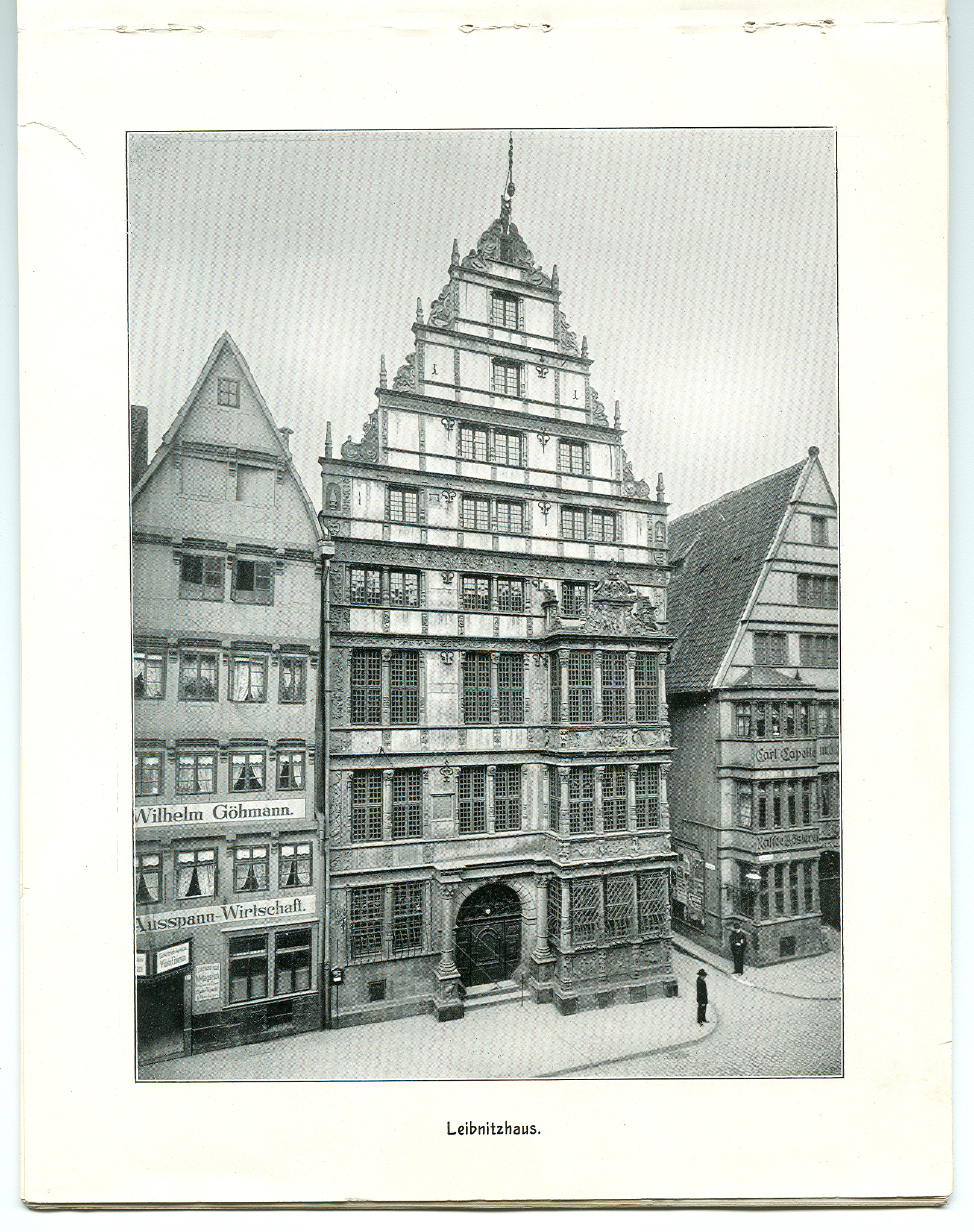
Foto des Original-Leibnizhauses von Karl Friedrich Wunder, um 1900

Das Leibnizhaus war ursprünglich ein 1499 erbautes Renaissance-Bürgerhaus in Hannover, das nach dem Philosophen Gottfried Wilhelm Leibniz benannt ist. Er bewohnte das Haus von 1698 bis zu seinem Tod im Jahr 1716. Das Gebäude wurde 1943 während des Zweiten Weltkriegs bei einem Luftangriff auf Hannover zerstört. Zwischen 1981 und 1983 wurde an anderer Stelle ein rekonstruierter Neubau mit der originalgetreu nachgebauten Fassade errichtet.

## Geschichte

### Entstehung und Wohnhaus des Gelehrten Leibniz
Das Haus wurde 1499 als Steingebäude für die Patrizierfamilie von Soden in der Schmiedestraße 10 erbaut und zwischen 1648 und 1652 von Hinrich Alfers für den neuen Bewohner, den Kriegssekretär Carol von Lüde, neu errichtet. Dabei wurde es vor allem mit einer neuen Fassade im Renaissancestil versehen (nur ein Tonfries des Vorgängerbaus wurde übernommen). Das Haus besaß vier Hauptgeschosse, der Giebel war wiederum in vier Geschossen gestaffelt. Seine Konturen waren mit Obelisken und Rollwerk (Voluten) ornamentiert. Die Staffelfüllungen wiesen bereits eine Anmutung von Ohrmuschel-Knorpelwerk auf – eine vorweggenommene Allusion auf den Barockstil. Der Bildhauer Peter Köster schuf die reichhaltigen Bildwerke am dreigeschossigen Erker. Über dem Fries der Rundbogeneinfahrt stand POSTERITATE („der Nachwelt“).
Am 29. September 1698 bezog Hofrat Gottfried Wilhelm Leibniz als Leiter der herzoglichen Bibliothek eine Wohnung des Hauses, die ihm Kurfürst Georg Ludwig einrichten ließ. Zuvor hatte Leibniz in der Leinstraße gewohnt. Da die neuen Räumlichkeiten wesentlich größer waren, wurde in ihnen auch die Kurfürstliche Bibliothek untergebracht.
Mehrere Jahre wohnte auch Leibnizens Schüler und Sekretär, der junge Rafael Levi, gemeinsam mit Leibniz in dessen Haus.
Leibniz starb am 14. November 1716 im Zimmer im ersten Geschoss des Erkers. Danach überführte man die Bibliothek 1719 in das neu errichtete Archivgebäude (am heutigen Waterlooplatz).

### Nach Leibniz’ Tod
Das Leibnizhaus (dieser Name bürgerte sich in der zweiten Hälfte des 19. Jahrhunderts ein) hatte seine besondere „Weihe“ nicht nur dadurch, dass es als eines der ältesten und schönsten Häuser des alten Hannover galt, sondern auch dadurch, dass der Philosoph Gottfried Wilhelm Leibniz hier lebte und starb. Im zweiten Geschoss des Erkers wurde 1759 der spätere Schauspieler, Dramatiker und Theaterleiter August Wilhelm Iffland geboren. Er ist als zeitgenössischer Darsteller schillerscher und shakespearescher Helden bekannt geworden.
1797 erwarb der Bäckermeister Johann Gerhard Helmcke das Leibnizhaus und verkaufte es im Jahr 1800 mit einem Gewinn von 3.300 Reichstalern.
Das Haus wurde 1844 von König Ernst August erworben und damit vor einem drohenden Abriss bewahrt. 1866 wurde es Eigentum des preußischen Staates, 1893 schließlich Museum des Kunstgewerbevereins. Vorher hatte es Albrecht Haupt von allen zwischenzeitlichen Anbauten befreit.

### Zerstörung
1943 wurde das Leibnizhaus bei einem Luftangriff während des Zweiten Weltkriegs durch Bombenexplosionen zerstört. Heute steht an der ehemaligen Adresse des Leibnizhauses das inzwischen denkmalgeschützte Parkhaus Schmiedestraße.

### Rekonstruktion und heutige Nutzung
1983 wurde das Leibnizhaus an anderer Stelle am Holzmarkt neben dem Historischen Museum mit originalgetreuer Fassade rekonstruiert.
Seit dem Neuaufbau wird das Leibnizhaus als Gäste- und Veranstaltungshaus der hannoverschen Hochschulen genutzt und von der Gottfried Wilhelm Leibniz Universität Hannover verwaltet. In den Wohnungen leben Gastwissenschaftler aus allen Teilen der Welt. In den übrigen Räumen finden Tagungen und (festliche) Veranstaltungen der hannoverschen Hochschulen statt. Eine kommerzielle Nutzung ist nicht möglich.

### Fassade
Die am Holzmarkt in den Jahren 1981 bis 1983 nachgebildete Renaissance-Fassade des Architekten Wilfried Ziegemeier mit Bildwerken von Georg Arfmann verfügt am Erker über einen reichen Bildschmuck. Dargestellt werden eine Reihe biblischer Motive: die Erschaffung Evas, Adam und Eva unterm Baum (samt Wachhund), die Vertreibung aus dem Paradies, Kain und Abel, Isaaks Opferung, Jakobs Traum, Venus und Amor, Christus in Getsemani, Judith mit dem Haupt des Holofernes, das Urteil Salomos, Simson und der Löwe, David und Goliath.
Zwischen diesen Darstellungen finden sich Selbstporträts von Bildhauern und Architekten; so trägt der Hellebardenträger auf der Spitze die Züge des Architekten Jochen Steinberg aus dem Büro Ziegemeier, der zusammen mit Georg Arfmann für die Rekonstruktion verantwortlich war.